# Мореуз Цугару
Цугару (јап. 津軽海峡) је мореуз између јапанских острву Хоншу и Хокаидо и повезује Јапанско море и Тихи океан. Назив је добио по западном делу префектуре Аомори. Сејкански тунел пролази испод њега на најужој тачки 19,5 km између Тапи Мисакија на Цугару полуострву у префектури Аомори, Хоншу, и Шираками Мисакија на полуострву Мацумае на Хокаиду. Западне карте направљене пре 20. века такође су помињале овај пловни пут као Сангарски мореуз.
Јапанске територијалне воде протежу се до 5,6 km (3,0 nmi) у теснац уместо уобичајених дванаест, како би се омогућило нуклеарним оружаним ратним бродовима и подморницама Морнарице Сједињених Држава да пролазе кроз теснац, а да се тиме не крше забране Јапана у погледу нуклеарног оружја на њеној територији. Део тунела Сејкан који пролази испод теснаца сматра се да је под јапанским суверенитетом. Део Цугару теснаца за који се сматра да се налази у међународним водама и даље је у ексклузивној економској зони Јапана.
Цугаруски теснац има источни и западни део, оба приближно 20 км у пресеку, с максималним дубинама од 200 м и 140 м.
Постоје трајектни сервиси који саобраћају преко мореуза, укључујући трајект Цугару Кајкио и трајект Сеикан.
Дана 26. септембра 1954. године, 1.172 особе су погинуле када је трајект Тоја Мару потонуо у мореузу.
Томас Блејкистон, енглески истраживач и природњак, приметио је да су животиње на Хокаиду повезане са северноазијским врстама, док су оне на Хоншуу на југу биле сродне онима из јужне Азије. Тсугару мореуз је стога успостављен као главна зоогеографска граница и постао познат као Блејкистонова линија или „Блекистонова линија“.
Дана 20. јула 2019. године Ема-Клер Фирс постала је прва Францускиња која је препливала мореуз за 9 сати и 51 минут.